# Тангби-лакханг

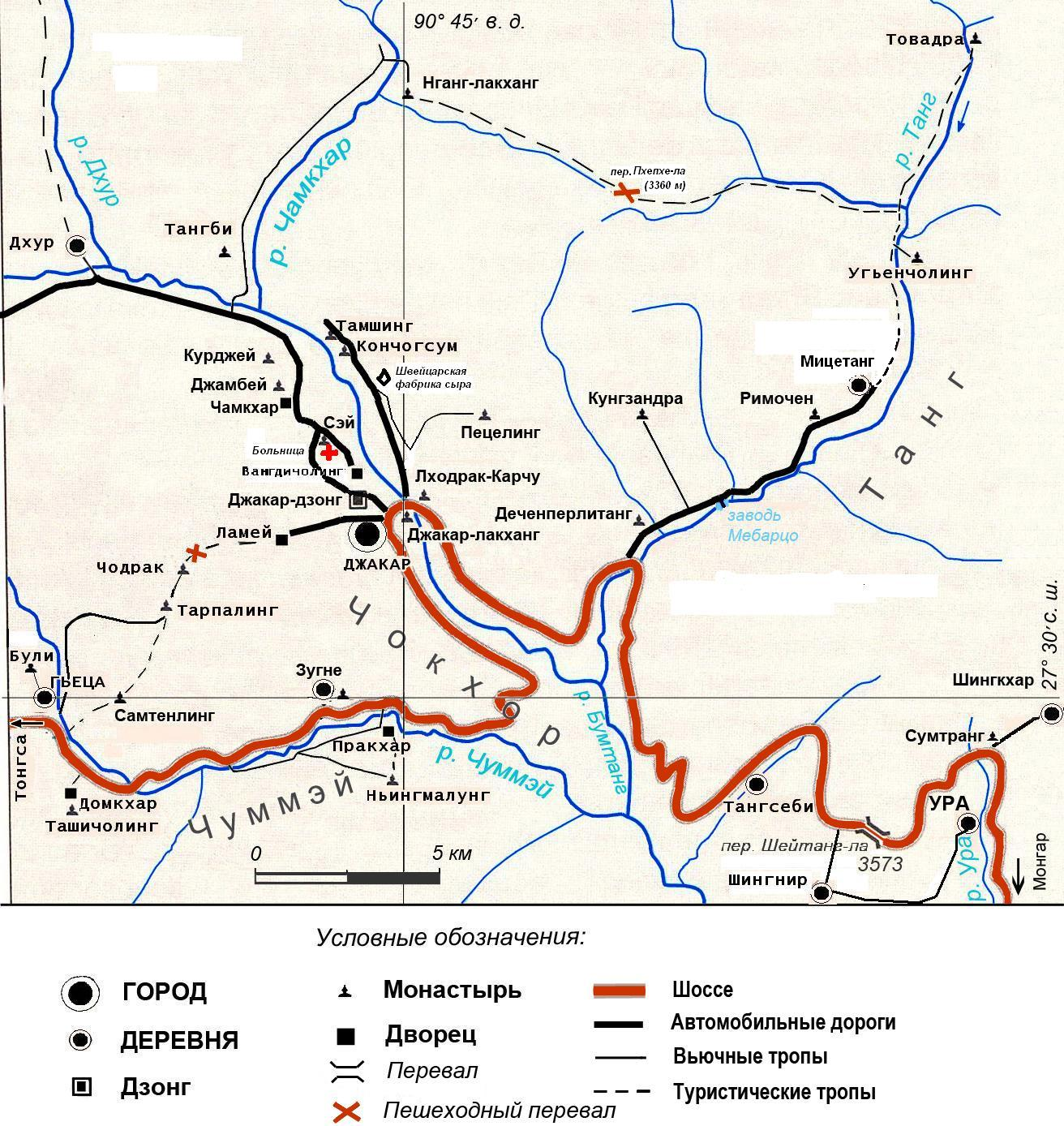
Карта центральной части Бумтанга

Тангби-лакханг, также Тангкаби-лхаканг (дзонг-кэ ཐང་􀮯ིས།, вайли thang sbis, лат. tangbi}) — буддийский монастырь школы Ньингма, расположенный в районе Чокхор в Бумтанге, Бутан.
Монастырь построил Шамар Римпоче, верховный лама школы Карма Кагью, в 1470 году, однако Пема Лингпа смог его занять и преобразовать в ньингмапинский. Железный занавес при входе в монастырь по преданию установлен самим Пема Лингпа.
Монастырь находится вверх по реке Чокхор, примерно в 6 км от монастыря Курджей-лакханг в живописной долине, недоступной для автомобилей.
Тем не менее по причине наличия удобного места для посадочной площадки разрабатывается проект о строительстве малого местного аэропорта в окрестности монастыря 

## Тангби-мани

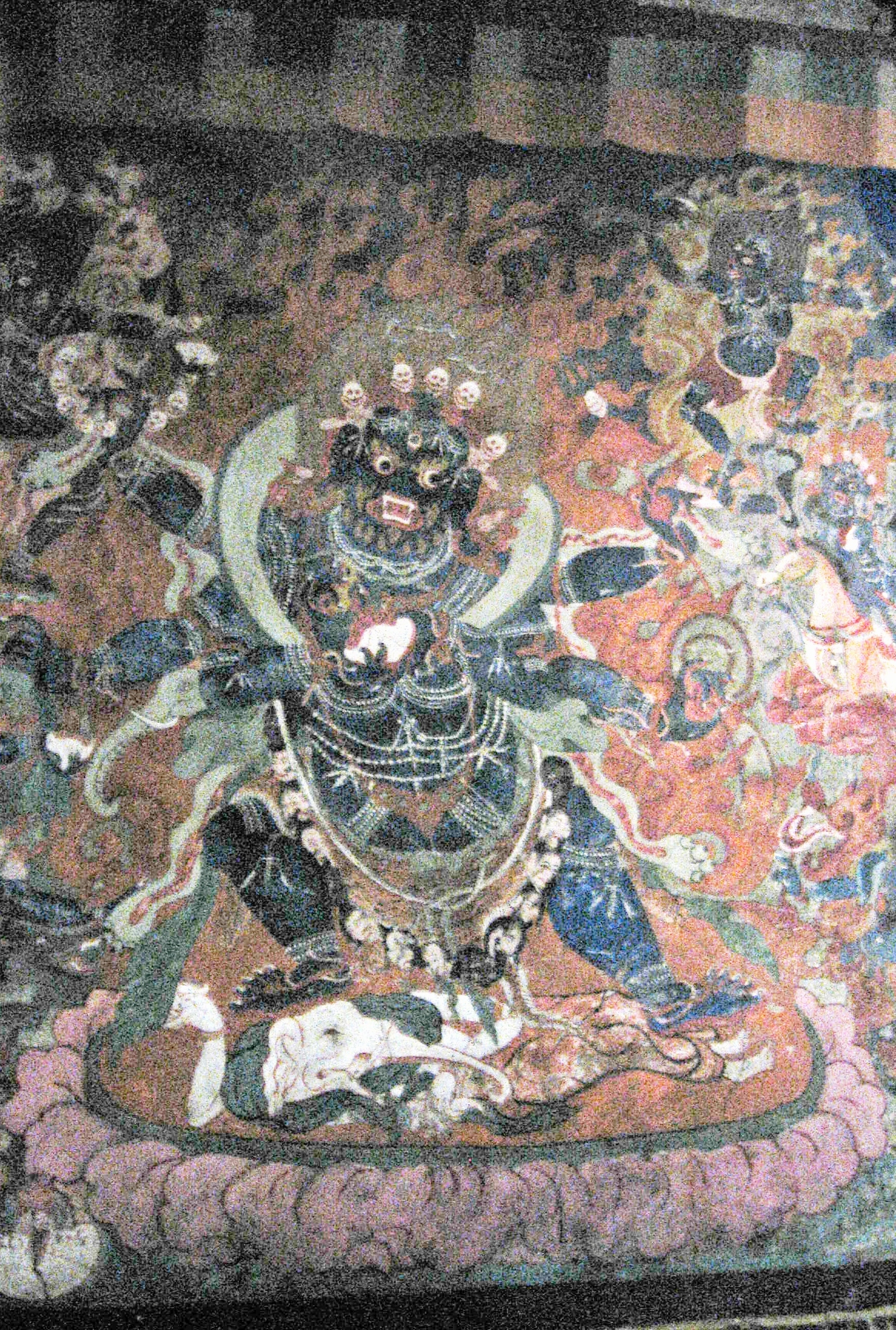
Махакала

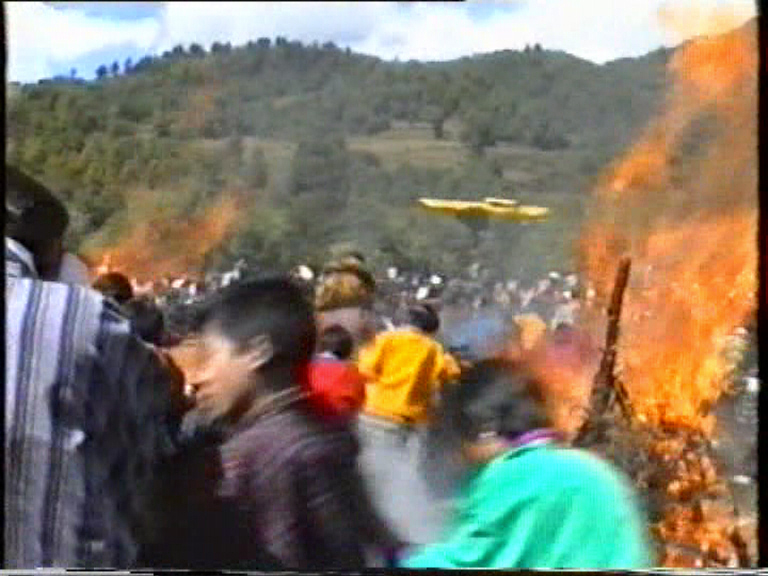
Тангби-мани, очищение огнём

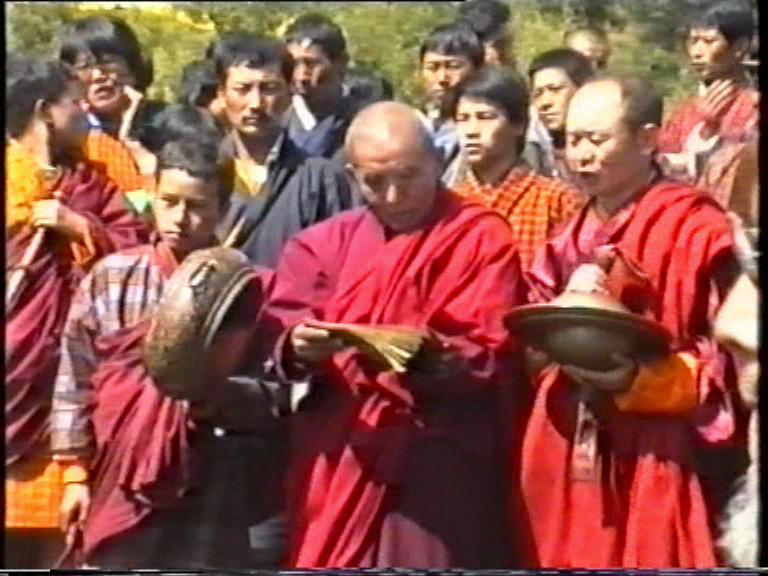
Тангби-мани, ламы во время ритуала

Ежегодно осенью после сбора урожая (примерно в начале октября, с 14 по 17 числа 8 месяца по тибетскому календарю) здесь проводится праздник (цечу) Тангби-мани. Праздник, помимо ритуальных танцев и стрельбы из лука, включает в себя очищение огнём, когда собравшиеся должны пробежать между двух мощных костров из соломы. Праздник проводится на большой поляне перед монастырём.
Предварительный ритуал и танцы с масками проходят в монастыре 13 числа. На следующий день осуществляются подношения местным божествам. На полнолуние, 15 числа, начинается церемония Меванг (очищение огнём). Прыжок между двумя кострами означает очищение себя от нечистых деяний этой и прошлой жизни. Те, кому удалось осуществить процедуру очищения три раз, считаются защитившими себя от несчастий на целый год. Весь день проводятся также танцы в масках.

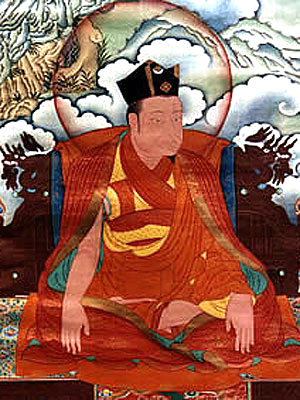
Карма-бакши

По легенде, второй кармапа Карма-бакши (1204—1283) претерпевал пытки и издевательства со стороны китайского императора Хубилая, который подвешивал его за бороду. Божество-защитник вызвало Чёрного Махакалу (Гомбернак), который в грозном виде появился перед императором. Перепуганный император освободил Кармапу и даровал ему прощение. Этой легенде посвящён танец Гомбернак.
Праздник ассоциируется также с «бездонными» кувшинами чанга, предназначенными для деревенских старост, которые постоянно доливаются. Девушки также предлагают чанг почётным гостям и путешественникам, которые делают за это пожертвования.